# Pierre de Conty d’Argencour
Pierre de Conty d’Argencour (auch: de Conti d’Argencourt) (* 24. Oktober 1575 in Alès; † 1655 in Narbonne) war ein französischer Festungsbaumeister.
Als Protestant leitete er 1622 die Verteidigung der belagerten Stadt Montpellier gegen die königlichen Truppen. Nach dem Fall der Stadt konvertierte er allerdings zum Katholizismus. 
Als Festungsbaumeister im Dienst der Krone modernisierte er in der Folge die Festungen Havre (1631) und errichtete die Zitadelle Château-d’Oléron und die Zitadelle von Saint-Jean-Pied-de-Port, sowie das Fort Saint-Martin-de-Ré, ferner die Stadtmauer von Brouage und das Château Trompette von Bordeaux (1653–1655). Argencour stieg bis zum Rang eines Maréchal de camp  auf.
Im Jahre 1636 war er maßgeblich an der Belagerung von Corbie beteiligt. 
Von 1642 bis zu seinem Tod war er Gouverneur von Narbonne.